# Hanauer Straßenbahn

Historisches Logo der Hanauer Straßenbahn GmbH

Die Hanauer Straßenbahn GmbH, kurz HSB, ist der Verkehrsbetrieb der hessischen Stadt Hanau (Rhein-Main-Gebiet).
Trotz des Namens gibt es in Hanau heute keinen Straßenbahnverkehr mehr.

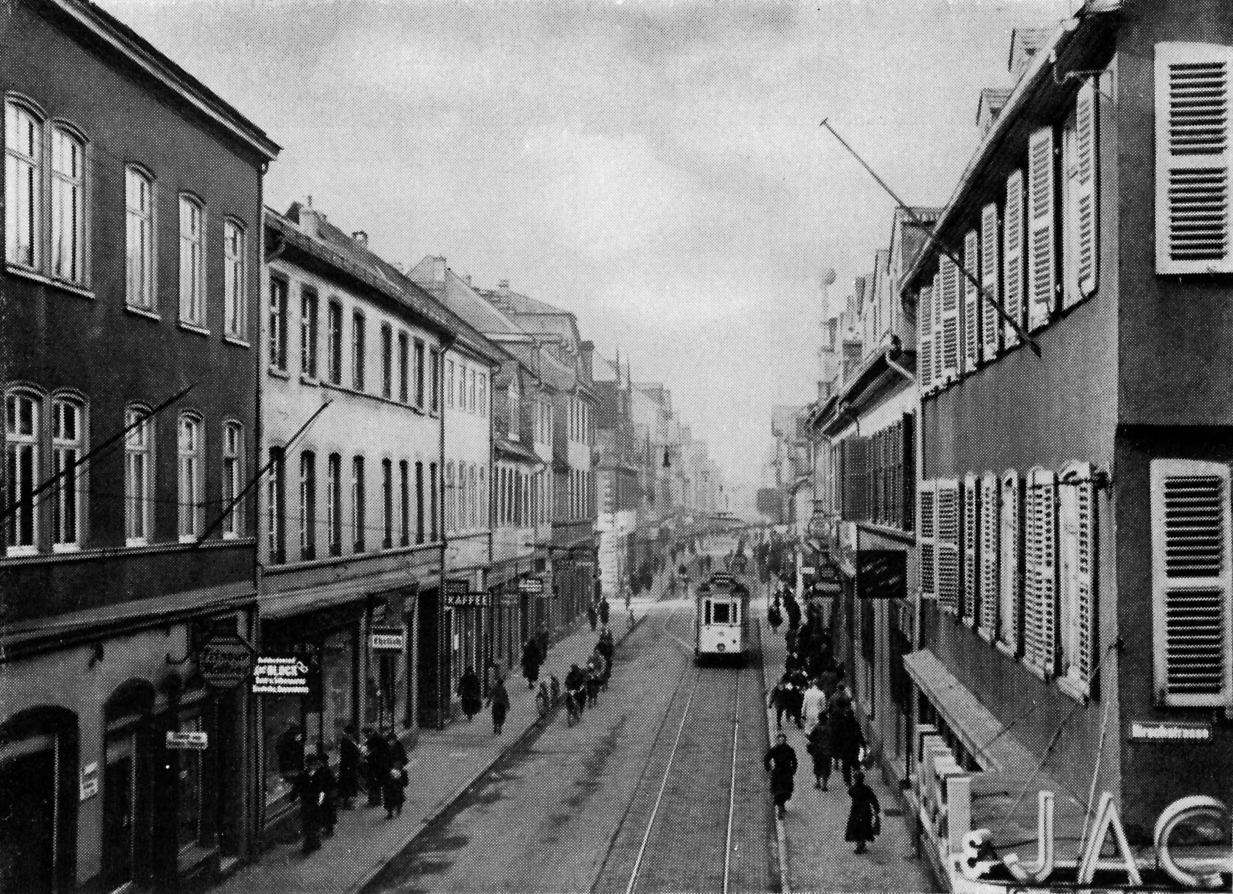
Straßenbahn in der Nürnberger Straße

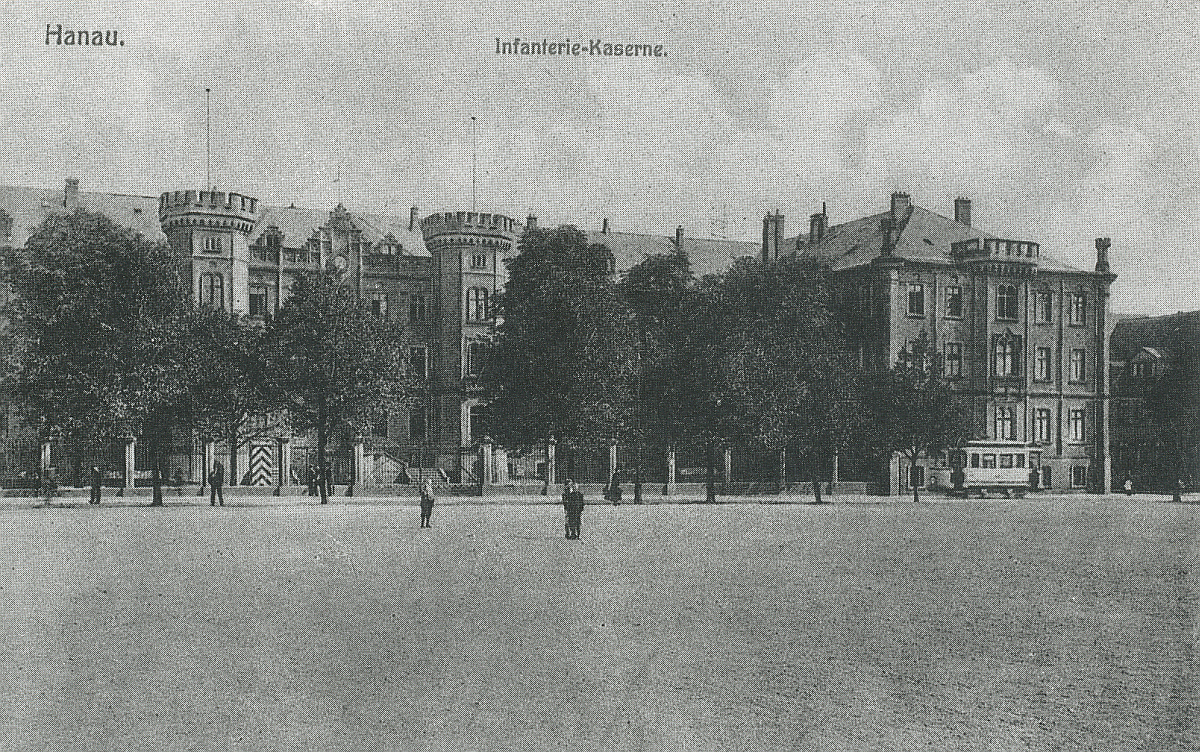
Paradeplatz (heute: Freiheitsplatz) mit dem Behördenhaus; rechts davor ein Wagen der Hanauer Straßenbahn

## Geschichte

### Straßenbahnbetrieb
Die HSB wurde als Aktiengesellschaft durch die Stadt Hanau, die Stadt Groß-Steinheim, die Gemeinde Klein-Steinheim sowie vier Banken gegründet. Nachdem im Rhein-Main-Gebiet die Städte Frankfurt, Offenbach, Wiesbaden, Darmstadt, Bad Homburg und Mainz bereits elektrische Straßenbahnen in Betrieb genommen hatten, folgte auch Hanau im Jahr 1908. Das Unternehmen lag bis 1920 in den Händen der Firma Hecker & Co aus Wiesbaden. Die Straßenbahn besaß zu Beginn zehn Triebwagen von MAN mit 2×35 PS.
Das Netz der Hanauer Straßenbahn mit einer Spurweite von 1435 mm umfasste drei Linien:
- 1 Hauptbahnhof – Markt – Rosenau (15. Juni 1908) – Beethovenplatz (ab 1928)
- 2 Nordbahnhof – Markt – Westbahnhof (8. August 1908 bis 1. September 1928)
- 3 Markt – Steinheim Obertor (heute: Kardinal-Volk-Platz) (30. September 1909 bis 1933)

Die HSB musste am 5. November 1920 Konkurs anmelden. Der Fahrbetrieb lag daraufhin von 1922 bis 1924 im ganzen Netz vorübergehend still. Nach Abschluss des Insolvenzverfahrens im Jahre 1925 setzte sie den Fahrbetrieb – zunächst in bescheidenem Rahmen – fort. Als die HSB im Jahre 1933 die notwendigen Mittel für die Sanierung der Mainbrücke nicht leistete, musste die Linie nach Steinheim eingestellt werden und es verkehrte nur noch eine Linie.
1940 erwarb die Gesellschaft Beiwagen, die in Gießen nicht mehr gebraucht wurden, 1942 zwei weitere Triebwagen, ebenfalls aus Gießen.

### Ende des Straßenbahnbetriebs

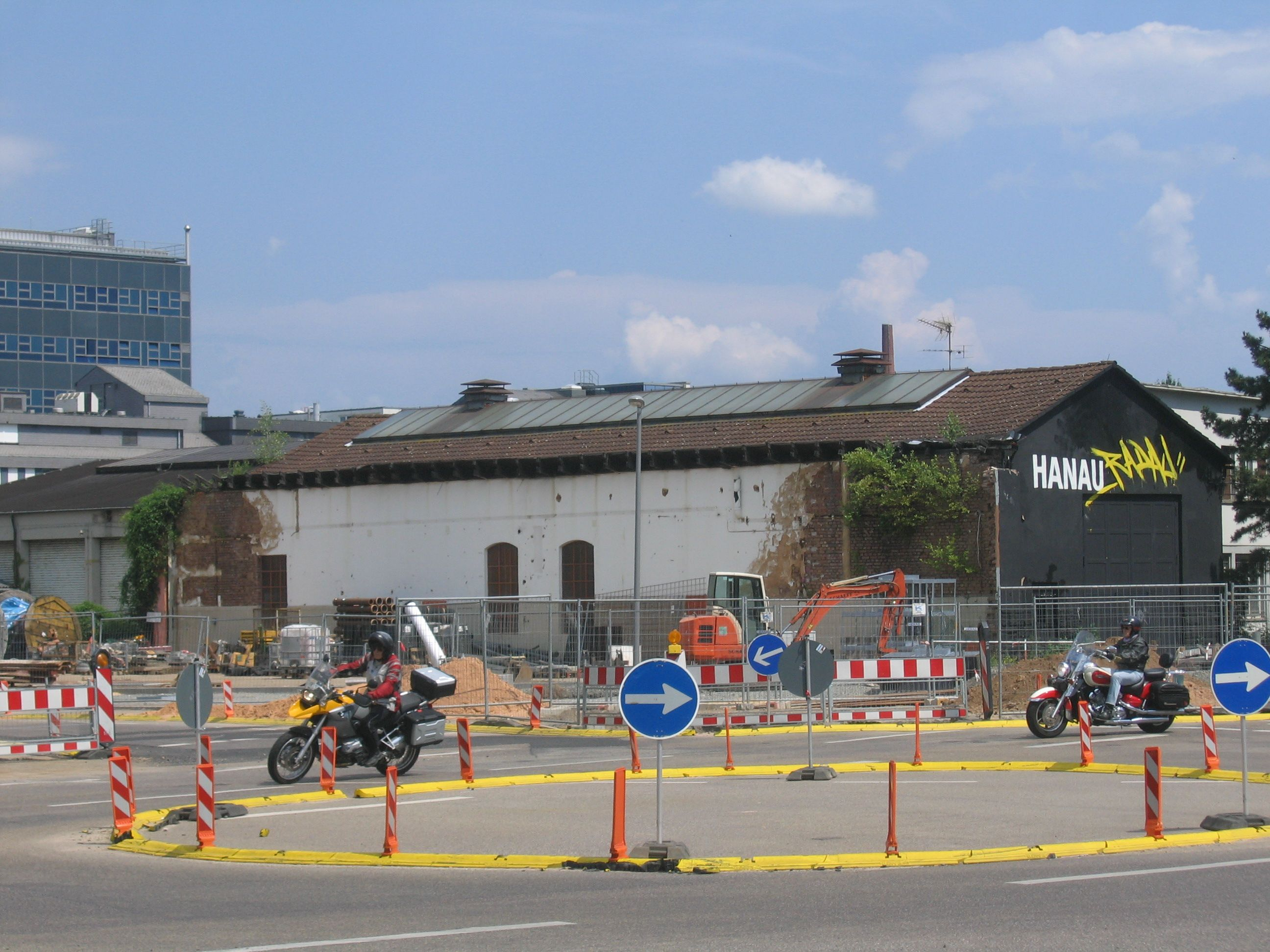
Letzte erhaltene Halle des Depots der Hanauer Straßenbahn am Kurt-Blaum-Platz, abgerissen 2007

Bei den Luftangriffen vom 12. Dezember 1944 wurden die Oberleitungen weitgehend zerstört, und Trümmerschutt blockierte die Trassen. Seit diesem Tag fuhr die Straßenbahn nicht mehr. Im Luftangriff vom 6. Januar 1945 wurden dann das Depot, die meisten Fahrzeuge und das Verwaltungsgebäude zerstört. Die HSB betreibt seitdem nur noch ein Omnibusnetz.
Nach dem Krieg entschied sich die Stadt Hanau – zunächst 1947, dann endgültig 1950 – gegen eine Wiederaufnahme des Straßenbahnbetriebs, obwohl die Gleise noch weitgehend unbeschädigt in den Straßen lagen. Dafür gibt es zwei Gründe: Zum einen verfolgte die Stadt in der Nachkriegszeit eine Modernisierungspolitik, in deren Bild Kraftfahrzeuge, wie Omnibusse, besser passten als Straßenbahnen. Zum anderen ist der Stadtkern von Hanau zu etwa einem Dreiviertel von Eisenbahngleisen umgeben, über die die Ausfallstraßen damals alle noch mit schienengleichen Bahnübergängen geführt wurden. Ein niveaugleiches Kreuzen mit einer Straßenbahn wurde ausgeschlossen. Die Straßenbahngleise wurden 1951 aus den Straßen entfernt (Ausbau unter anderem in der Nürnberger Str. sowie Nordstraße).
Eine Halle des ehemaligen Straßenbahndepots mitsamt dem letzten vorhandenen Gleisstück war an der Ecke Kurt-Blaum-Platz / Leipziger Straße bis zum Herbst 2007 erhalten, bevor sie abgerissen wurde, ebenso wie wenige Jahre zuvor eine parallel stehende zweite.
Relikte der früheren Straßenbahn sind heute nur noch in der Westerburgstraße sowie in der Nordstraße (Nähe Wilhelmsbrücke) vorhanden; dort sind an wenigen historischen Häuserwänden noch Oberleitungsrosetten erhalten geblieben.
In der Nordbahnhofunterführung nahe der früheren Tram-Endhaltestelle (Linie 2) erinnert zudem seit Herbst 2007 ein Zeitstrahl der Künstlergruppe Hanau-Radau an den Beginn der HSB-Ära im Jahre 1908.

### Omnibusbetrieb

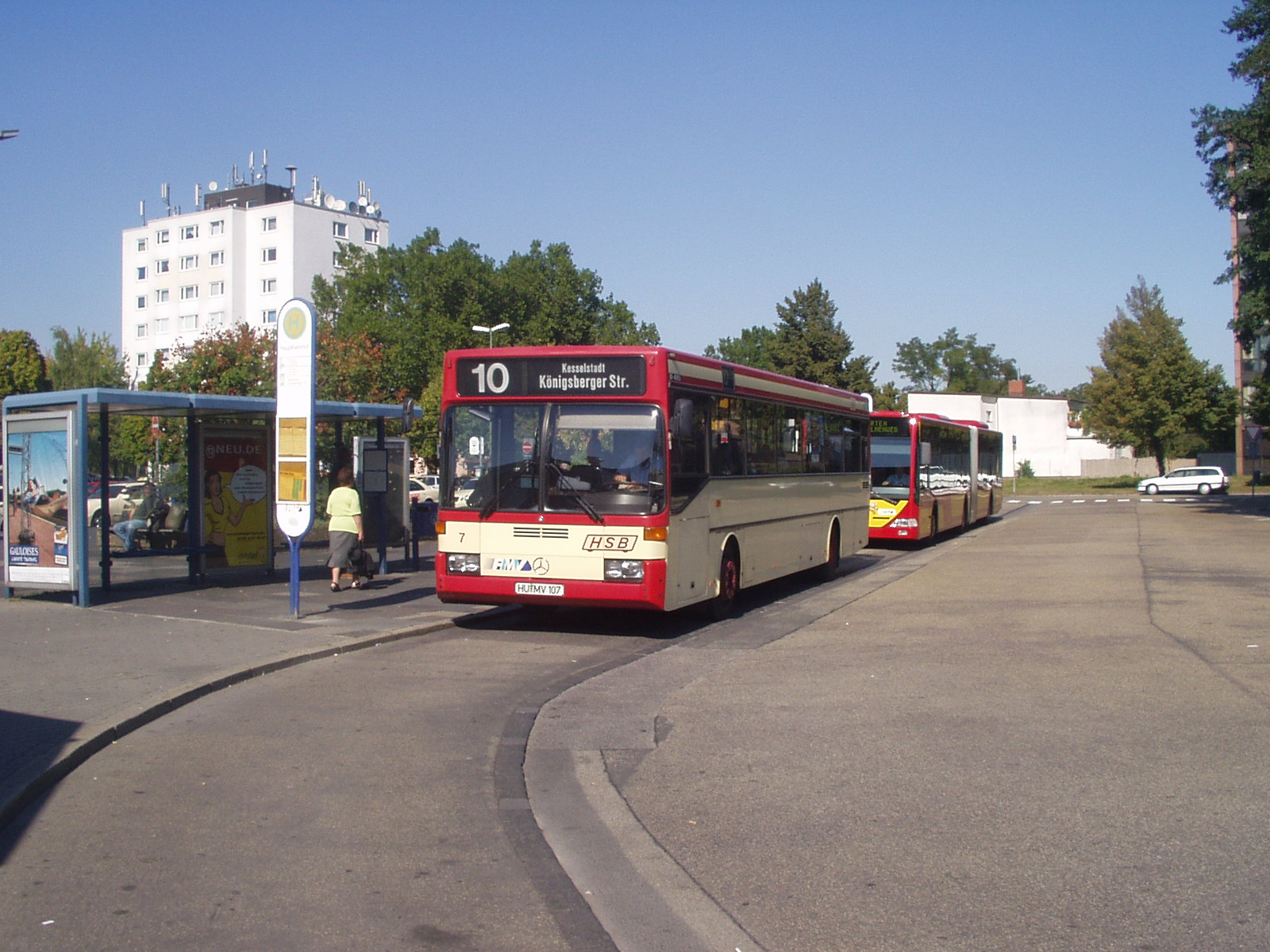
Busse der Hanauer Straßenbahn AG

Die erste Buslinie wurde 1928 eingerichtet. Bis auf drei Fahrzeuge überstand keiner der Busse den Zweiten Weltkrieg.

## Nachkriegszeit
Seit 1944 und der Einstellung des Straßenbahnbetriebs sind Busse der einzige von der HSB regelmäßig betriebene Verkehrsträger. Mit den drei Fahrzeugen, die nach den Luftangriffen noch fahrfähig gehalten werden konnten, wurde am 2. Januar 1946 der Fahrbetrieb, zunächst behelfsmäßig mit einer Linie zwischen Kesselstadt und dem Freigerichtviertel wieder aufgenommen. Nur Schüler und Facharbeiter wurden befördert. Der Laufweg wurde dann auf Hauptbahnhof – Kesselstadt – Beethovenplatz – Lamboystraße erweitert. So bediente er die nach der Zerstörung der Innenstadt nun am dichtesten besiedelten Stadtteile Hanaus. Ab dem 8. Dezember 1947 gab es wieder fahrplanmäßigen Busverkehr für die allgemeine Öffentlichkeit. Nach einem kurzen, vorübergehenden Einbruch infolge der Währungsreform 1948 stiegen nun die Fahrgastzahlen kontinuierlich und zusätzliche Linien wurden eingerichtet. Seit 1950 war die HSB Teil der Hanauer Stadtwerke.

## Liniennetz
Die meisten Buslinien in Hanau werden von der Hanauer Straßenbahn GmbH betrieben.
Einige weitere in Nachbarorte führende Buslinien werden von DB Regio Mitte, Stadtverkehr Maintal, Stroh Bus Verkehrs GmbH, Racktours, ARGE HRS und Heuser Omnibusunternehmen betrieben.
Der Hauptverkehrsknoten der Stadt ist der Freiheitsplatz, welcher als Zentraler Omnibusbahnhof dient.
Zu den Hauptverkehrszeiten (Schülerverkehr) werden extra Linien zu den einzelnen Schulen in der Stadt eingesetzt. Diese werden allerdings nicht immer anders gekennzeichnet, als die hauptsächlichen Linien und fahren als Verstärker.
Im Spätverkehrt verkürzen sich manche Linien und werden von anderen Linien übernommen.
Als ergänzendes Linienangebot wurde seit dem 1. Juli 2022 ein neues On-Demand-Angebot der Hanauer Straßenbahn eingeführt und hört auf dem Namen „mainer“. Dieser On-Demand-Shuttle verkehrt in den Stadtteilen Großauheim, Wolfgang und Klein-Auheim.

### Heutiges Liniennetz – Stand 08/2024
| Linie | Strecke                                                                     | Taktfrequenz (Mo – Fr)                     | Taktfrequenz (Sa/So)             | Fahrzeuge                                                                | Besonderheiten |
| ----- | --------------------------------------------------------------------------- | ------------------------------------------ | -------------------------------- | ------------------------------------------------------------------------ | --- |
| 1     | Hauptbahnhof - Dunlop - Freiheitsplatz - Friedhof Kesselstadt               | 20 Minuten                                 | Sa: 20 Minuten So: 30 Minuten    | O 530, O 530 G, Solaris 12, Solaris 18, C2 G                             | Linienwechsel zur Linie 10 in Kesselstadt Im Spätverkehr im 30-Minuten-Takt |
| 2     | Hauptbahnhof - Freiheitsplatz - François-Gärten - Lamboy                    | 20 Minuten                                 | Sa: 20 Minuten So: 30 Minuten    | O 530, O 530 G, Solaris 12, Solaris 18, C2 G                             | Linienwechsel zur Linie 5 am Hauptbahnhof Im Spätverkehr und sonntags im 30 Minuten-Takt über Erlenweg                                                                                      |
| 4     | Freiheitsplatz - Bahnhof Steinheim - Steinheim - Klein-Auheim               | 15/30 Minuten                              | Sa: 30 Minuten So: 30 Minuten    | O 530, O 530 G, Solaris 12, Solaris 18, C2 G                             | Werktags im Früh- und bis zum Spätverkehr im dichten 15 Minuten-Takt |
| 5     | Weststadt - Marktplatz - Hauptbahnhof                                       | 20 Minuten                                 | Sa: 20 Minuten So: -             | O 530 G, Solaris 18, C2 G                                                | Linienwechsel zur Linie 2 am Hauptbahnhof Verkehrt nicht sonntags |
| 6     | Freiheitsplatz - Wolfgang - Großauheim                                      | 20 Minuten                                 | Sa: 20 Minuten So: 30/60 Minuten | O 530G, Solaris 18, C2 G                                                 | Sonntags alle 60 Minuten morgens / 30 Minuten mittags Sonntags nur Freiheitsplatz - Großauheim Bruchwiesenweg                                                                               |
| 6S    | Klein-Auheim - Lindenauschule - Paul-Gerhardt-Schule (PGS)                  | Zu Schulzeiten                             | Sa: - So: -                      | O 530, Urbino 12                                                         | Schülerverkehr Nur an Schultagen |
| 7     | Hohe Landesschule - Freiheitsplatz - Hauptbahnhof - Großauheim Waldsiedlung | 30 Minuten                                 | Sa: 30 Minuten So: 60 Minuten    | O 530, Solaris 12                                                        | Zur Hauptverkehrszeit alle 15 Minuten zwischen Freiheitsplatz und Großauheim Waldsiedlung                                                                                                   |
| 8     | Hauptbahnhof - Wolfgang - Großauheim Waldsiedlung                           | 30/60 Minuten                              | Sa: 30/60 Minuten So: 60 Minuten | O 530, Solaris 12                                                        | Werktags und samstags im Früh- und bis zum Spätverkehr nur Christoph-Kolumbus-Straße im 30 Minuten-Takt Werktags im Spätverkehr und sonntags ganztags bis Bruchwiesenweg im 60 Minuten-Takt |
| 9     | Freiheitsplatz - Bahnhof Wilhelmsbad - Hohe Tanne - Mittelbuchen            | 30 Minuten                                 | Sa: 60 Minuten So: 60 Minuten    | O 530, Solaris 12 (O 530 G, Solaris 18, C2 G zu Schulzeiten/Verstärkung) | Werktags wechselnde Reihenfolge der anzufahrenden Haltestellen in Mittelbuchen |
| 10    | Friedhof Kesselstadt - Freiheitsplatz - Lamboy                              | 20 Minuten                                 | Sa: 20 Minuten So: 30 Minuten    | O 530, O 530 G, Solaris 12, Solaris 18, C2 G                             | Linienwechsel zur Linie 1 in Kesselstadt Sonntags nur Freiheitsplatz - Friedhof Kesselstadt                                                                                                 |
| 11    | Technologiepark - Hauptbahnhof - Bahnhof Steinheim - Rondo Steinheim        | 15/30 Minuten 60 Minuten in der Mittagzeit | Sa: 60 Minuten So: -             | O 530, Solaris 12                                                        | Verkehrt zu manchen Zeiten nicht zur Endhaltestelle Technologiepark Ost Samstags nur Degussa - Rondo Steinheim / sonntags kein Verkehr                                                      |
| 12    | Ikea - Freiheitsplatz - Bahnhof Steinheim - Steinheim                       | 30 Minuten                                 | Sa: 30 Minuten So: 60 Minuten    | O 530, Solaris 12 (O 530 G, Solaris 18, C2 G zu Schulzeiten/Verstärkung) | Sonntags nur Freiheitsplatz - Steinheim im 60 Minuten-Takt |
| 20    | Hauptbahnhof - Lamboy                                                       | 30 Minuten                                 | Sa: - So: -                      | O 530, Solaris 12                                                        | Schnellbus Hauptbahnhof - Lamboy Verkehrt nur morgens und nachmittags Verkehrt nicht an Wochenenden                                                                                         |

## Fuhrpark
Die Hanauer Straßenbahn GmbH betreibt im Linieneinsatz:
- 30 Gelenkbusse
- 35 Solobusse

(Stand: 4. August 2024)

### Fuhrpark (4. August 2024)
Mit Stand August 2024 besteht der Fuhrpark der Hanauer Straßenbahn aus 66 Bussen unterteilt in folgende Typen:
| Hersteller          | Typ                          | Anzahl | Wagennummer  |
| ------------------- | ---------------------------- | ------ | ------------ |
| Mercedes-Benz       | O 405 (Hist. Fzg.)           | 1      | 11           |
| Mercedes-Benz       | Citaro O 530 II „Facelift“   | 0      |              |
| Mercedes-Benz       | Citaro O 530 G II „Facelift“ | 6      | 92 / 94 - 98 |
| Mercedes-Benz       | Citaro C2 G hybrid           | 2      | 86+99        |
| Solaris Bus & Coach | Urbino 12 III                | 3      | 10 / 14 / 15 |
| Solaris Bus & Coach | Urbino 18 III                | 4      | 70 - 73      |
| Solaris Bus & Coach | Urbino 12 IV                 | 22     | 16 - 37      |
| Solaris Bus & Coach | Urbino 18 IV                 | 12     | 74 - 85      |
| Solaris Bus & Coach | Urbino 12 mild hybrid        | 9      | 38 - 46      |
| Solaris Bus & Coach | Urbino 18 mild hybrid        | 7      | 87 - 93      |
| Summe               |                              | 66     |              |

### Wiedereinführung des Straßenbahnbetriebs?
2001 wurde in Hanau die Wiedereinführung der Straßenbahn durch Verknüpfung mit der Eisenbahn erwogen. Initiator war der damalige Chef der HSB, Ulrich Hoffmann. Geplant war eine Line vom Hanauer Hauptbahnhof durch die Innenstadt (über Marktplatz und Freiheitsplatz) zum Nordbahnhof. Von dort sollte die Strecke auf die Eisenbahnlinie Friedberg–Hanau verschwenken und über Bruchköbel nach Nidderau-Heldenbergen führen. Die schon weit gediehenen Pläne wurden dann jedoch im März 2004 von der Stadtverordnetenversammlung aus Kostengründen abgelehnt. Im gleichen Jahr versuchte sich die HSB gleichwohl für einige Monate als Eisenbahnverkehrsunternehmen und betrieb eine Regionalstadtbahn unter dem Namen MainLinie von Hanau nach Rüsselsheim ausschließlich auf dem Schienennetz der DB AG mit geliehenen Fahrzeugen der Karlsruher Verkehrsbetriebe.

### Neue Entwicklungen

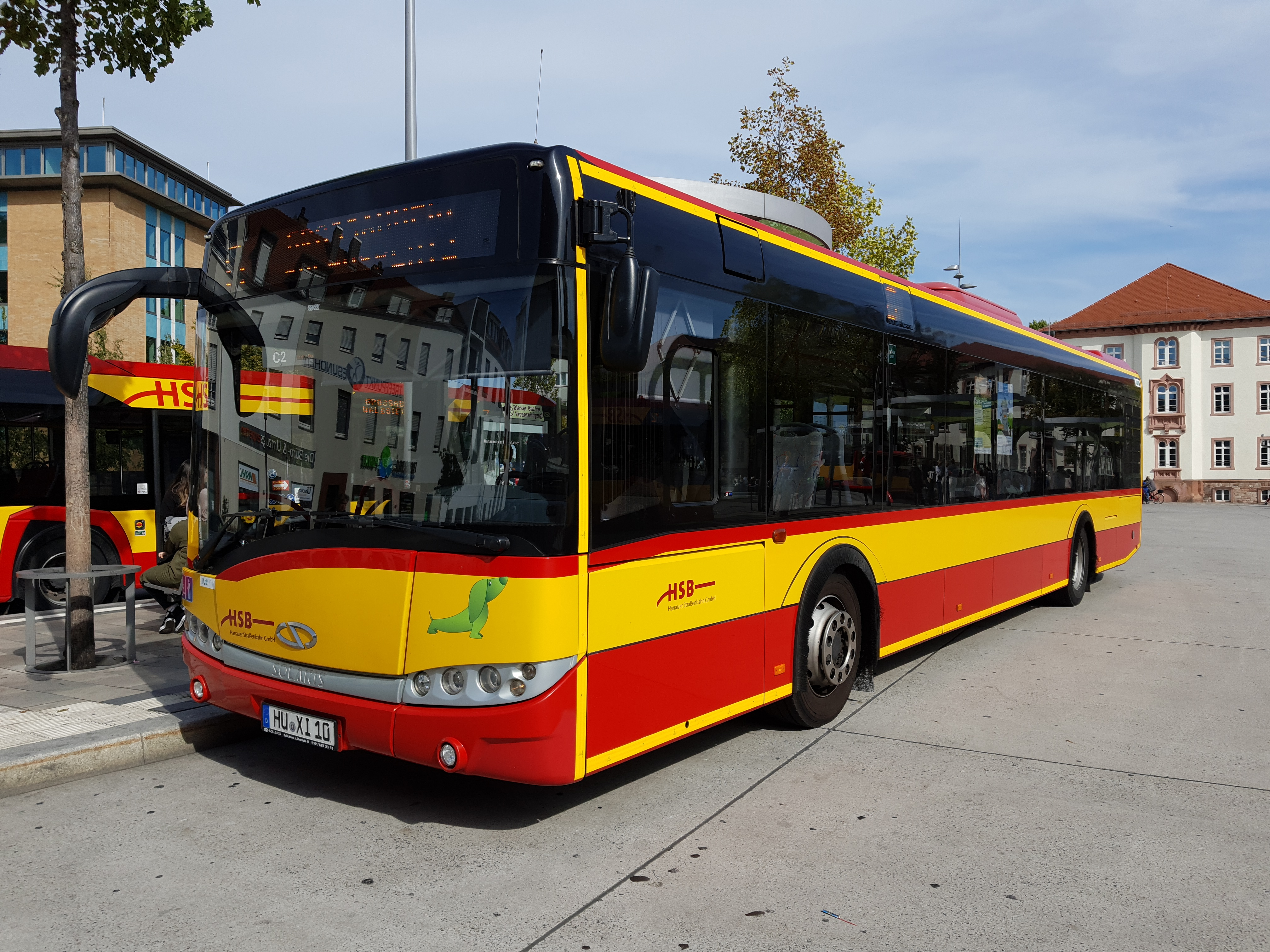
Solaris Urbino 12 III am Freiheitsplatz

Im Dezember 2002 beteiligte sich die Verkehrsgesellschaft Frankfurt (VGF) als „strategischer Partner“ an der HSB. Dies wurde aufgrund der engeren Verflechtung der VGF mit den Offenbacher Verkehrsbetrieben (OVB) im Jahre 2005 wieder aufgegeben.
2006 wurde die Aktiengesellschaft in eine Gesellschaft mit beschränkter Haftung umgewandelt. Sie gehört zu 100 % zur BeteiligungsHolding Hanau GmbH, welche wiederum zu 100 % der Stadt Hanau gehört.
Am 15. Juni 2008 feierte die HSB ihr 100-jähriges Bestehen mit einem Tag der offenen Tür auf dem Betriebsgelände Daimlerstraße (Nähe Hauptbahnhof).
Zum Fahrplanwechsel am 13. Dezember 2009 wurde eine Linienreform in Hanau durchgeführt, um mehr umsteigefreie Verbindungen im Stadtgebiet zu schaffen. Die Buslinien wurden dabei fortlaufend neu nummeriert und unterscheiden sich nunmehr farblich. Unter anderem fährt die Linie 1 (hellgrün) wie schon vor 1945 (damals als Tramlinie 1) vom Hauptbahnhof via Freiheitsplatz Richtung Beethovenplatz/Hohe Tanne. Die neue Linie 5 (orange) ersetzt die bisherige Linie 10 (Kesselstadt via Marktplatz zum Hauptbahnhof). Auch die Linie 7 (blau) verkehrt auf neuer Strecke, vom Freiheitsplatz via Hauptbahnhof und Rauschsiedlung nach Großauheim. Die Linie 10 (dunkelblau) wird auf der neuen Strecke Weststadt via Freiheitsplatz ins Lamboy eingesetzt. Neu eingeführt wurde die Linie 11 (hellblau) von Steinheim über Hauptbahnhof zum Industriepark Wolfgang. Im Vergleich zu 2006 fahren durch die Fußgängerzonen ein Viertel weniger Busse.
Seit dem 9. Dezember 2012 nutzt die Linie 8 (dunkelgrün) eine neue Streckenführung. Sie fährt nun vom Hafen via Freiheitsplatz, Lamboystraße und Fachmarktzentrum Kinzigbogen in das Gewerbegebiet Nord.
Der neue Fahrplan der Linie 6 ab 1. Juli 2022
Mit dem am 1. Juli 2022 gestarteten On-Demand-Angebot „mainer“ war ein Fahrplanwechsel auf der Linie 6 verbunden. Die Linie 6 verkehrt im verbesserten 20-Minuten-Takt ab Rochusplatz über die Depotstraße zur Waldsiedlung nach Wolfgang und in die Innenstadt – ebenso in umgekehrter Richtung. Der Bahnübergang Rochusstraße entfällt damit und lässt dadurch die Busfahrten pünktlicher werden.
Gleichzeitig entfällt in Klein-Auheim – bis auf den Verkehr morgens und mittags zu den Schulen – die Linie 6. Die Fahrten, die von Jedermann zum RMV-Tarif nutzbar sind, sind unter der Linie 6S zusammengefasst.
Zwischen den Stadtteilen und zu den Einkaufsbereichen bietet der mainer deutlich flexiblere und direkte Verbindungen von früh morgens bis spät abends.
In der Depotstraße in Höhe Philipp-Heck-Straße folgt im Spätsommer eine neue Bushaltestelle zur Erschließung des Gewerbegebiets. Zur Anbindung steht auch der mainer zur Verfügung.
Der mainer in Großauheim und Klein-Auheim
Das neue On-Demand-System der HSB trägt den Namen „mainer“. Das symbolisiert, dass die drei elektrisch betriebenen Fahrzeuge mit Platz für maximal sieben Fahrgäste zwei Stadtteile rechts und links des Mains miteinander verbinden: Großauheim und Klein-Auheim.
Fahrplananpassungen ab 11. Dezember 2022
Die Fahrpläne der HSB-Stadtbuslinien in Hanau werden sich zum Fahrplanwechsel am 11. Dezember 2022 nur geringfügig ändern:
- - Bei der Linie 6 S in Richtung Klein-Auheim werden weitere Fahrten schon an der Paul-Gerhardt-Schule eingesetzt.
- - Auf der Linie 6 wird bereits seit Ende November die neue Haltestelle „Philipp-Heck-Straße“ an den Einkaufsmärkten des Gewerbegebiets Süd angefahren.